# Macrocentrus luteus
Macrocentrus luteus är en stekelart som beskrevs av Szepligeti 1911. Macrocentrus luteus ingår i släktet Macrocentrus och familjen bracksteklar. Inga underarter finns listade i Catalogue of Life.